# Annaphila pustulata
Annaphila pustulata là một loài bướm đêm trong họ Noctuidae.